# Victor Gollancz Ltd
Tegenwoordig is Gollancz een Brits imprint gespecialiseerd in sciencefiction en fantasy. Het is een direct onderdeel van Orion, dat op zijn beurt onderdeel is van Hachette. 
Gedurende een groot deel van de twintigste eeuw was Victor Gollancz Ltd echter een prominente Britse uitgeverij.

## Geschiedenis
De uitgeverij Victor Gollancz Ltd is in 1928 opgericht door Victor Gollancz, en richtte zich in de eerste periode op het kwaliteitsboek. Wel had dit kwaliteitsboek soms een politieke inslag: progressief. Zo publiceerde de uitgeverij de debuut-roman van George Orwell, Down and Out in Paris and London, hoewel ze later Animal Farm weigerde, omdat de Sovjet-Unie op dat ogenblik een bondgenoot was, en ook Nineteen Eighty-Four. Bekende auteurs zoals Kingsley Amis, John le Carré, A.J. Cronin, en Daphne du Maurier publiceerden baanbrekende romans voor het eerst bij Gollancz.
Na de oorlog publiceerde de uitgeverij steeds meer sciencefiction en fantasy, al werd dit pas vanaf 1961 expliciet, en apart, als sf gebracht. Vanaf dat moment werd de uitgeverij steeds prominenter in dit veld, en was een tijd lang zelfs de meest prominente, vooral in het VK. De door Gollancz gebruikte gele omslag met daarop een in forse letters uitgevoerde typografie voor hardcovers maakte deze serie heel herkenbaar. Na het overlijden van Victor Gollancz werd zijn dochter Livia in 1967 eigenaar; zij zette de uitgeverij een jaar of twintig voort, maar verkocht deze eind jaren tachtig. Gollancz ging als imprint door, al waren de bekende gele omslagen verleden tijd (vanaf midden tachtiger jaren steeds meer omslagen in kleur).
Onder nieuw beheer bleef Gollancz wel sf (ook de paperback serie VGSF) en fantasy uitbrengen. Een jaar of twintig na de verkoop (1998) werd Gollancz een imprint uitsluitend voor sf en fantasy (gericht op volwassenen). Vanaf 1999 bracht ze ook de serie uit van SF Masterworks, met herdrukken van klassiekers. Dit was in de traditie van de eerdere series Gollancz Classic SF (1986–1987) en VGSF Classics (1988–1990). Ook de serie Fantasy Masterworks werd bij Gollancz ondergebracht. 
Sinds 2001 wordt consistent de naam "Gollancz" gebruikt. Het is een imprint van de Orion Publishing Group Ltd, dat op zijn beurt onderdeel is van Hachette UK. 

### Andere activiteiten
Tussen 1936 to 1948 was er The Left Book Club, die maandelijks een boek (her)drukte dat uitsluitend verkocht werd aan de leden; dit boek had een oranje (paperback, 1936–1938) of rode omslag (hardback, 1938–1948). De club bracht ook een politiek gericht blad uit. De club was politiek een succes, maar financieel niet.
In 2005 startte Gollancz een manga imprint, Gollancz Manga, dat gedurende een jaar of tien voor het VK versies uitbracht van manga van Viz Media, zoals Dragon Ball Z. 
In 2011 lanceerde Gollancz de website SF Gateway, een online platform voor e-boeken, dat samen ging werken met de online Encyclopedia of Science Fiction; in 2021 werd de samenwerking verbroken. SF Gateway biedt nu klassieke titels van sf, fantasy, horror en detectives aan. 

## Erkenning
Gedurende lange tijd was Victor Gollancz/Gollancz de uitgeverij waarvan de boeken het hoogste aantal prijzen op het gebied van sf en fantasy in de wacht wisten te slepen, en nog steeds scoort ze hoog op dit gebied.